# Monte Bona
Il monte Bona è una delle principali vette della catena montuosa dei Monti Sant'Elia, localizzato nelle regioni orientali dell'Alaska. Situato vicino al monte Churchill, ed entrambi sono degli stratovulcani, il Bona si distingue come il più alto vulcano degli Stati Uniti e il quarto più elevato del Nord America, dopo i tre vulcani messicani, Pico de Orizaba, Popocatépetl e Iztaccíhuatl. Il massiccio è quasi interamente coperto da ghiacciai, e la sua vetta tocca i 5.005 metri sul livello del mare.
Fu così nominato dal principe Luigi Amedeo, duca degli Abruzzi nel 1897, che avvistò il picco durante la prima salita del monte Saint Elias posto 130 km a sud-est. Lo chiamò Bona, come il suo yacht da regata. La montagna venne scalata la prima volta nel 1930 da Allen Carpé, Terris Moore, e Andrew Taylor.